# Alexandros Garpozīs
Alexandros Garpozīs (in greco: Αλέξανδρος Γαρπόζης; Limisso, 5 settembre 1980) è un allenatore di calcio ed ex calciatore cipriota, di ruolo centrocampista, tecnico del Karmiōtissa.

## Carriera

### Club
Ha giocato nella massima serie dei campionati cipriota e greco.

### Nazionale
Ha esordito con la nazionale cipriota nel 2003.